# 2006 у телебаченні
Список 2006 у телебаченні описує події у сфері телебачення, що відбулися 2006 року.

## Події

### Січень
- 1 січня
  - Перехід аналогового мовлення регіональної державної ТРК «Житомир» в однойменному місті з 36 на 3 ТВК[1].
  - Початок аналогового мовлення телеканалу «ICTV» на 25 ТВК в Бахмачі[2].
- 6 січня — Зміна логотипу і графічного оформлення спортивного телеканалу «Мегаспорт».
- 30 січня — Початок аналогового мовлення регіональних телеканалів «ЧДТ» та «Новий Чернігів» на 64 ТВК в Чернігові[3].

### Лютий
- 1 лютого — Початок аналогового мовлення тернопільського регіонального телеканалу «TV-4» на 31 ТВК у Шумську[4].
- 9 лютого — Початок мовлення нового херсонського регіонального телеканалу «ВТВ Плюс».
- 20 лютого — Початок аналогового мовлення телеканалу «1+1» на 5 ТВК в Житомирі[1].
- Відновлення супутникового мовлення телеканалу «Інтер»[5].

### Березень
- 1 березня
  - Початок мовлення нового міжнародного телеканалу «1+1 International» від медіахолдингу «1+1 Media»[6].
  - Зміна графічного оформлення телеканалів «1+1», «Інтер» та «Інтер+»[7][8].
  - Початок повноцінного мовлення інформаційного «24 каналу».
  - Припинення аналогового мовлення телеканалу «1+1» на 10 ТВК в Житомирі[1].
- 6 березня — Початок мовлення нового миколаївського регіонального телеканалу «TAK-TV»[9].
- 17 березня — Початок аналогового мовлення «5 каналу» на 54 ТВК в Прилуках[10].
- 25 березня — Зміна логотипу і графічного оформлення телеканалу «Перший національний».
- Початок мовлення нового черкаського регіонального телеканалу «Антена-Плюс»[11].

### Квітень
- 1 квітня — Початок аналогового мовлення телеканалу «Тоніс» на 53 ТВК в Ковелі[12].
- 3 квітня
  - Початок аналогового мовлення телеканалу «Тоніс» на 41 ТВК в Чернігові[3].
  - Припинення аналогового мовлення регіональних телеканалів «ЧДТ» та «Новий Чернігів» на 5 ТВК в Чернігові[3].
- 4 квітня — Початок аналогового мовлення телеканалу «Тоніс» на 54 ТВК в Ніжині[13].
- 26 квітня — Початок аналогового мовлення телеканалу «Тоніс» на 28 ТВК у Херсоні[14].

### Травень
- 30 травня — Початок мовлення нового інформаційного телеканалу «ТВ1» на базі телеканалу «Заграва».
- Початок аналогового мовлення телеканалу «Тоніс» на 47 ТВК в Сімферополі[15].

### Липень
- 1 липня
  - Початок мовлення нового російського інформаційного телеканалу «Вести» від медіахолдингу «ВДТРК».
  - Початок мовлення нового телеканалу «Кіно» на базі київського «Гравіс-7» від медіагрупи «1+1 Media».
- 22 липня — Початок аналогового мовлення телеканалу «Тоніс» на 55 ТВК в Куп'янську[16].

### Серпень
- 14 серпня — Зміна логотипу і графічного оформлення російського телеканалу «ТВ Центр».
- 28 серпня — Початок мовлення нового спортивного телеканалу «Спорт 2».

### Вересень
- 1 вересня
  - Зміна графічного оформлення музичних телеканалів «M1» та «M1 International».
  - Початок мовлення першого кримськотатарського телеканалу «ATR».
  - Початок супутникового мовлення закарпатського державного регіонального телеканалу «Тиса-1»[17].
- 4 вересня — Зміна графічного оформлення телеканалів «Інтер», «Інтер+», «1+1» та «Ера».
- 11 вересня — Зміна графічного оформлення «5 каналу».
- 15 вересня — Початок аналогового мовлення телеканалу «Тоніс» на 58 ТВК в Ізюмі[18].
- 20 вересня — Початок аналогового мовлення телеканалу «Тоніс» на 54 ТВК в Мелітополі[19].

### Жовтень
- 1 жовтня — Зміна графічного оформлення телеканалу «Enter-фільм».
- 10 жовтня — Початок мовлення нового одеського регіонального телеканалу «АТВ».
- 30 жовтня — Зміна логотипу і графічного оформлення ТРК «Україна».
- Початок аналогового мовлення тернопільського регіонального державного телеканалу «ТТБ» на 29 ТВК у Шумську[20].

### Листопад
- 1 листопада
  - Початок аналогового мовлення телеканалу «К1» на 60 ТВК у Луцьку[21].
  - Початок аналогового мовлення телеканалу «ICTV» на 43 ТВК в Могилеві-Подільському[22].
- 11 листопада — Початок мовлення муніципального телеканалу «Умань» на 58 ТВК[23].
- 20 листопада — Початок мовлення нового інформаційного телеканалу «Перший діловий» на базі телеканалу «ТВ1»[24].
- Початок аналогового мовлення телеканалу «К1» на 44 ТВК у Сімферополі[15].
- Початок аналогового мовлення телеканалу «К1» на 44 ТВК в Красноперекопську[25].

### Грудень
- 1 грудня — Початок мовлення нового київського регіонального телеканалу «СіТі» на базі «Гравіс» (35 канал) від медіагрупи «1+1 Media».
- 26 грудня — Початок мовлення нового телеканалу «Гамма».
- Початок аналогового мовлення телеканалу «К1» на 27 ТВК у Донецьку[26].
- Початок аналогового мовлення телеканалу «Мегаспорт» на 47 ТВК в Миколаєві[27].

## Без точних дат
- Весна
  - Початок аналогового мовлення «5 каналу» на 57 ТВК в Житомирі[1].
  - Початок аналогового мовлення телеканалу «Тоніс» на 64 ТВК в Луганську[28].
- Осінь
  - Початок аналогового мовлення телеканалу «К1» на 60 ТВК в Сумах[29].
  - Початок аналогового мовлення телеканалу «Тоніс» на 39 ТВК в Житомирі[1].
  - Початок аналогового мовлення телеканалу «Тоніс» на 53 ТВК в Нікополі[30].
  - Початок власного мовлення криворізького державного регіонального телеканалу «КДТ»[31].
  - Початок аналогового мовлення телеканалу «Тоніс» на 59 ТВК у Кривому Розі[31].
- Початок мовлення нового одеського регіонального телеканалу «ОНТ».
- Початок мовлення нового дніпропетровського регіонального телеканалу «Домашний очаг».
- Припинення мовлення та закриття єнакієвського регіонального телеканалу «ETV»[32].
- Припинення мовлення та закриття вінницького регіонального телеканалу «Прем'єр»[33].
- Зміна графічного оформлення телеканалу «НТН».
- Початок аналогового мовлення телеканалу «ICTV» на 48 ТВК в Бережанах[34].
- Початок аналогового мовлення одеського регіонального державного телеканалу «ОДТ» на 46 ТВК у Березівці, на 53 ТВК в Болграді та на 54 ТВК у Великій Михайлівці[35][36][37].
- Початок аналогового мовлення телеканалу «НТН» на 47 ТВК в Білій Церкві та на 47 ТВК в Долині[38][39].
- Початок аналогового мовлення регіональної КДТРК на 49 ТВК в Богуславі та на 49 ТВК у Володарці[40][41].
- Початок аналогового мовлення «5 каналу» на 44 ТВК в Джанкої та на 41 ТВК у Євпаторії[42][43].
- Початок аналогового мовлення телеканалу «Тоніс» на 64 ТВК в Єнакієві[44].
- Початок аналогового мовлення телеканалу «К1» на 60 ТВК у Жовтих Водах і на 38 ТВК в Куйбишевому[45][46].
- Початок аналогового мовлення одеського регіонального державного «38 каналу» на 52 ТВК у Захарівці[47].
- Припинення аналогового мовлення регіонального державного телеканалу «Запоріжжя» на 38 ТВК в Куйбишевому[46].
- Початок аналогового мовлення одеського регіонального державного «38 каналу» на 52 ТВК у Кам'янському[48].
- Початок аналогового мовлення «5 каналу» на 62 ТВК в Керчі[49].
- Початок аналогового мовлення «5 каналу» на 6 ТВК в Кобеляках[50].
- Початок аналогового мовлення одеського регіонального державного «38 каналу» на 42 ТВК в Кодимі[51].
- Початок аналогового мовлення телеканалу «НТН» на 47 ТВК в Коломиї[52].
- Початок аналогового мовлення регіональної державної ТРК «Житомир» на 41 ТВК в Коростені[53].
- Початок аналогового мовлення «5 каналу» на 51 ТВК в Кременці[54].
- Початок аналогового мовлення телеканалу «Тоніс» на 59 ТВК у Кривому Розі[31].
- Початок власного мовлення регіонального державного телеканалу «КДТ»[31].
- Початок аналогового мовлення телеканалу «К1» на 53 ТВК в Лозовому[55].
- Початок аналогового мовлення регіонального державного телеканалу «ОТБ» на 51 ТВК в Лозовому[55].
- Початок мовлення нового бердичівського регіонального телеканалу «ВІК».
- Початок аналогового мовлення одеського регіонального державного телеканалу «ОДТ» на 48 ТВК в Любашівці[56].
- Початок аналогового мовлення «5 каналу» на 64 ТВК в Нікополі[30].
- Початок аналогового мовлення «5 каналу» на 42 ТВК в Новомиколаївці[57].
- Початок власного мовлення черкаського регіонального телеканалу «Антена-Плюс».
- Початок аналогового мовлення телеканалу «Тоніс» на 60 ТВК в Павлограді[58].
- Початок аналогового мовлення регіональної КДТРК на 43 ТВК у Переяславі[59].
- Початок аналогового мовлення одеського регіонального державного телеканалу «ОДТ» на 37 ТВК в Жовтні[60].
- Зміна логотипу та графічного оформлення музичного телеканалу «RU Music».
- Початок аналогового мовлення одеського регіонального державного телеканалу «ОДТ» на 50 та 52 ТВК в Котовську[61].
- Початок мовлення нового покровського регіонального телеканалу «Пектораль»[62].
- Початок аналогового мовлення регіональної державної ТРК «Житомир» на 24 ТВК в Попільні[63].
- Початок аналогового мовлення закарпатського регіонального державного телеканалу «Тиса-1» на 23 та 56 ТВК у Рахові[64].
- Початок аналогового мовлення регіональної КДТРК на 40 ТВК в Рокитному[65].
- Початок аналогового мовлення регіональної державної ТРК «Житомир» на 27 ТВК в Ружині[66].
- Початок аналогового мовлення закарпатського регіонального державного телеканалу «Тиса-1» на 52 ТВК у Сваляві[67].
- Початок аналогового мовлення сумської ОДТРК на 41 ТВК в Тростянці[68].
- Початок аналогового мовлення телеканалу «К1» на 43 ТВК у Чорткові[69].
- Початок аналогового мовлення регіональної державної ТРК «Житомир» на 32 ТВК в Чуднові[70].
- Початок аналогового мовлення телеканалу «К1» на 55 ТВК в Шостці[71].
- Початок аналогового мовлення «5 каналу» на 62 ТВК в Ялті[72].
- Початок аналогового мовлення регіонального державного телеканалу «ВДТ» на 50 ТВК в Ямпілі[73].